# الكلية الجامعية الوطنية للتكنولوجيا
الكلية الجامعية الوطنية للتكنولوجيا هي كلية جامعية أردنية معتمدة إعتمادا عاما، وجميع برامجها معتمدة اعتمادا خاصا. تقع في منطقة شرق العاصمة عمان في منطقة أبو علندا. تأسست عام 2020. ومرخص لها بمنح درجتي البكالوريس والدبلوم من التخصصات الآتية:
- الهندسة الميكانيكية / هندسة المركبات الكهربائية والهجينة (بكالوريوس)
- الهندسة الميكانيكية / هندسة الطاقة المتجددة وصيانتها (بكالوريوس)
- الهندسة الميكانيكية / تكنولوجيا الطاقة المتجددة (بكالوريوس)
- التسويق الرقمي والتواصل الاجتماعي (بكالوريوس)
- ذكاء الأعمال وتحليل البيانات (بكالوريوس)
- التصميم الداخلي والديكور (بكالوريوس)
- أمن الشبكات والمعلومات "الأمن السيبراني" (دبلوم)
- صناعة الأسنان (دبلوم)
- العمارة والتصميم الداخلي (دبلوم)
- العلوم الجمركية والضريبة (دبلوم)
- التسويق الإلكتروني (دبلوم)
- هندسة القوى الكهربائية (دبلوم)
- تكنولوجيا الطاقة المتجددة (دبلوم)
- صيانة المركبات الكهربائية والهجينة (دبلوم)
- التكييف والتبريد (دبلوم)
- فحص النظر وتجهيز النظارات الطبية (دبلوم)
- مختبرات الأسنان (دبلوم)
- صيانة الأجهزة الذكية (دبلوم)